# Hechuan
Hechuan (en chino: 合川区, pinyin: Héchuān qū) es una ciudad-distrito bajo la administración del municipio de Chongqing, en el centro de la República Popular China. Se ubica en el punto de unión entre los ríos jialing, fu y qu. Su área es de 2356 km² y su población en 2006 fue de 1.53 millones.

## Administración
La ciudad-distrito de Hechuan se divide en 27 poblados , 3 subdistritos, 528 pueblos y 127 comunidades.

## Historia
Hechuan tiene una historia de 2300 años.
- En el 316 a.c., el condado Dianjiang fue establecido aquí.
- En el periodo de los reinos combatientes fue una capital del estado Ba.
- En el 556,el condado Dianjiang fue renombrado como Hezhou.
- Durante la dinastía Song del sur fue el sitio de una fortaleza que aun existe y se conoce como la ciudad de la pesca (钓鱼城遗址).
- En el 1913, Hezhou fue renombrada como Hechuán.
- En el 1983, el condado Hechuan fue puesto bajo la administración de Chongqing.
- En el 1992, el condado Hechuan fue promovido a ciudad y llamada ciudad de Hechuán.
- En el 2006, la ciudad de Hechuán bajó la categoría a condado.

## Clima
El clima de la ciudad es tropical subhúmedo, la temperatura media anual es de 18C , en enero de 7C y julio de 28C. La precipitación es de  1131.3mm al año con 330 libre de niebla.
vea el pronóstico